# Níkos Nióplias
Nikólaos Nióplias (en grec : Νικόλαος Νιόπλιας), souvent appelé Níkos Nióplias (Νίκος Νιόπλιας), né le 17 janvier 1965 à Galatini, est un footballeur grec.